# Индиана Джонс
Доктор Ге́нри Уо́лтон (Индиа́на) Джонс-мла́дший (англ. Dr. Henry «Indiana» Jones, Jr., в годы Первой мировой войны также известен как капитан Анри Дефанс; 1 июля 1899 — не ранее 1969, по другой версии не ранее 1993) — персонаж, герой серии приключенческих фильмов, телесериала, многочисленных книг, комиксов и компьютерных игр. Данный образ называют «самым известным археологом в мире».
Герой, первоначально носивший имя Индиана Смит, был придуман режиссёром и сценаристом Джорджем Лукасом в 1973 году.
По сообщению Розалинды Харрисон, персонаж Индианы Джонса был основан на истории её отца, Тиллсона Харрисона. Продюсеры Джордж Лукас и Стивен Спилберг связались с ней и провели ряд интервью, в ходе которого она многое рассказала им о его жизни.
В последующей разработке образа для первого фильма серии об Индиане Джонсе, который назывался «В поисках утраченного ковчега», ему помогали сценаристы Филип Кауфман и Лоуренс Кэздан, а также режиссёр Стивен Спилберг, который снял первые четыре фильма серии.
В фильмах роль Индианы в основном исполнял американский актёр Харрисон Форд. Роль молодого Инди в фильме «Индиана Джонс и последний крестовый поход» исполнил Ривер Феникс. В телесериале «Хроники молодого Индианы Джонса» Индиану играли актёры Кори Кэрриер, Шон Патрик Флэнери и Джордж Холл.
Как отмечают, «неукротимый приключенческий бренд франшизы завоевал сердца [кино]зрителей и принес почти один миллиард долларов со всего мира».
В 2003 Американский институт киноискусства поставил Индиану Джонса на второе место в списке ста самых великих кинематографических злодеев и героев. В 2020 году журнал Empire назвал его величайшим киногероем в истории.

## Кино и телевидение

### Фильмы
| Год  | Название на русском                             | Название на английском                             | Режиссёр        | Сценарист(ы)                                                           | Сюжет                                                                  | Продюсер(ы)                                      |
| ---- | ----------------------------------------------- | -------------------------------------------------- | --------------- | ---------------------------------------------------------------------- | ---------------------------------------------------------------------- | ------------------------------------------------ |
| 1981 | Индиана Джонс: В поисках утраченного ковчега    | Raiders of the Lost Ark                            | Стивен Спилберг | Лоуренс Кэздан                                                         | Джордж Лукас и Филип Кауфман                                           | Фрэнк Маршалл                                    |
| 1984 | Индиана Джонс и храм судьбы                     | Indiana Jones and the Temple of Doom               | Стивен Спилберг | Уиллард Хайк и Глория Кац                                              | Джордж Лукас                                                           | Роберт Уоттс                                     |
| 1989 | Индиана Джонс и последний крестовый поход       | Indiana Jones and the Last Crusade                 | Стивен Спилберг | Джеффри Боам                                                           | Джордж Лукас и Менно Мейес                                             | Роберт Уоттс                                     |
| 2008 | Индиана Джонс и Королевство хрустального черепа | Indiana Jones and the Kingdom of the Crystal Skull | Стивен Спилберг | Дэвид Кепп                                                             | Джордж Лукас и Джефф Натансон                                          | Фрэнк Маршалл                                    |
| 2023 | Индиана Джонс и Колесо судьбы                   | Indiana Jones and the Dial of Destiny              | Джеймс Мэнголд  | Джереми Баттеруорт, Джон-Генри Баттеруорт, Дэвид Кепп и Джеймс Мэнголд | Джереми Баттеруорт, Джон-Генри Баттеруорт, Дэвид Кепп и Джеймс Мэнголд | Кэтлин Кеннеди, Фрэнк Маршалл и Саймон Эммануэль |

#### «Индиана Джонс: В поисках утраченного ковчега»
Впервые Индиана Джонс из Принстона, штат Нью-Джерси, появляется в фильме «Индиана Джонс: В поисках утраченного ковчега» (1981), где действие происходит в 1936 году. Персонаж представляет собой смешанный образ охотников за сокровищами из фильмов 1930-х годов и приключенческой литературы того периода. Исследованиями доктора Джонса занимается «Маршалл Колледж», получивший своё название в честь продюсера Фрэнка Маршалла, — учебное заведение находится в штате Коннектикут, где Индиана занимает должность профессора археологии. В первой картине Индиана сталкивается с нацистами, которые ищут Ковчег Завета. Его помощники — любовь юности Мэрион Рэйвенвуд и верный друг Саллах. Нацистов возглавляют враги Джонса: французский археолог Рене Беллок и немецкий агент Арнольд Тот.

#### «Индиана Джонс и храм судьбы»
В приквеле 1984 года «Индиана Джонс и храм судьбы», действие в котором разворачивается в 1935 году, Джонс оказывается втянут в ужасную историю, связанную с древним культом, приверженцы которого — туги — поклоняются богине смерти Кали. Инди, его напарник по прозвищу Коротышка и певица кабаре Вилли Скотт (которую сыграла актриса Кейт Кэпшоу) оказываются в индийской деревне, жители которой переживают горе — их детей утащили в шахты последователи древнего культа, живущие во дворце. Кроме того, были похищены священные камни Шанкары.

#### «Индиана Джонс и последний крестовый поход»
Третий фильм «Индиана Джонс и последний крестовый поход» вышел в 1989 году; по сюжету, на дворе 1938 год, а зрители вновь встречаются с персонажами Саллахом и Маркусом Броуди. Нацисты вновь не дремлют — на этот раз они полны решимости найти Святой Грааль. Во вступлении к картине, действие которого происходит в 1912 году, зрители видят, откуда у Инди появились его атрибуты — кнут и шляпа, а также получают представление о происхождении страха перед змеями. Из эпилога становится ясно, что «Индиана» — кличка любимой собаки Генри Джонса-младшего. К поискам Грааля присоединяется отец Индианы, Генри Джонс-старший, роль которого сыграл Шон Коннери, — дуэт отца и сына создаёт множество комичных ситуаций в фильме.

#### «Индиана Джонс и Королевство хрустального черепа»
Хотя первоначально Джордж Лукас планировал снять пять фильмов, в следующие восемнадцать лет новые картины не выходили. Четвёртый фильм про Индиану Джонса был снят после большого перерыва.
В картине 2008 года «Индиана Джонс и Королевство хрустального черепа» действие происходит в 1957 году, девятнадцать лет спустя после третьего фильма. В этой части врагами Индианы выступают советские агенты, возглавляемые любимицей Сталина — полковником Ириной Спалько. Спалько ищет легендарный хрустальный череп, являющийся останками инопланетного представителя, которому жители древнего города Акатор поклонялись как всеведущему божеству. Поиски черепа приводят Инди в Южную Америку, где он встречает пленника Спалько, своего друга Гарольда Оксли. Оксли воспитывал сына Генри от Мэрион, Мэтта «Пса» Уилльямса — о существовании мальчика Индиана даже не знал. Там же он встретил и саму Мэрион, которая рассказала мужчине всю правду. Из фильма также становится известно, что во время Второй мировой войны Инди был агентом ЦРУ, работавшим против Советского Союза вместе с Джорджем МакХейлом из Ми-6.

#### «Индиана Джонс и Колесо судьбы»
О съёмках пятого и последнего фильма про Индиану Джонса режиссёр Джордж Лукас заявил практически сразу после выхода фильма «Индиана Джонс и Королевство хрустального черепа». Работы начались в 2010 году, однако в июле 2012 года продюсер готовящегося фильма Фрэнк Маршалл заявил, что главная идея фильма так и не придумана.
В декабре 2013 года Алан Хорн, руководитель Walt Disney Studios, подтвердил, что сюжет для фильма пока не найден, и добавил, что картину стоит ждать не раньше 2015 года.
В 2014 году появился слух о том, что в качестве одного из претендентов на роль Индианы Джонса рассматривается Брэдли Купер, однако он был вскоре опровергнут.
В конце декабря 2015 в интервью Bloomberg глава компании Disney Боб Айгер обмолвился, что компания планирует снимать продолжение саги. 15 марта 2016 года студия Walt Disney анонсировала, что новый «Индиана Джонс» выйдет на экраны 19 июля 2019 года, режиссёром фильма будет Стивен Спилберг, а в главной роли снимется Форд. Затем дата релиза регулярно сдвигалась — на 10 июля 2020 года, 9 июля 2021 года, 29 июля 2022 года и, наконец, на 30 июня 2023 года. Кроме того, режиссёром фильма стал Джеймс Мэнголд, который заменил Стивена Спилберга, покинувшего проект в конце февраля 2020 года.

### Телевидение
С 1992 по 1996 год Джордж Лукас выступил в качестве создателя, исполнительного продюсера и автора сюжетов телевизионного сериала «Хроники молодого Индианы Джонса» (англ. The Young Indiana Jones Chronicles). Основной зрительской аудиторией сериала стали подростки. По сюжету сериала Индиана был вовлечён в самые важные события, произошедшие в XX веке. По первоначальной задумке, постаревший Индиана (его сыграл Джордж Холл) появляется в начале каждого эпизода, начиная рассказывать историю своей юности. Молодого Инди сыграли Кори Кэрриер (8—10 лет) и Шон Патрик Флэнери (16—21 год). В эпизоде «Young Indiana Jones & The Mystery Of The Blues» в роли 50-летнего Инди появляется Харрисон Форд. Поздние эпизоды сменили формат.
В центре повествования оказывается 16-летний (а ближе к хронологическому концу сериала уже 21-летний) Индиана Джонс, вступивший добровольцем во время Первой мировой войны в бельгийскую армию, дослужившийся до офицера, а затем присоединившийся к французской разведке. В «детских» эпизодах Инди путешествует вместе со своим отцом по всему миру в период с 1908 по 1910 год.
Сериал позволяет больше узнать о главном персонаже. Индиана родился 1 июля 1899 года и его среднее имя — Уолтон (в честь Джорджа Уолтона Лукаса). Также становится известно, что у него была сестра Сьюзи, скончавшаяся от лихорадки. У Индианы родилась дочь и есть внук, которые появляются в некоторых прологах и эпилогах эпизодов. Его взаимоотношения с отцом также получили более полное «раскрытие». Из сериала становится известно, что в одном из приключений он повредил или потерял правый глаз где-то между 1957 годом и 1990-ми, когда происходит действие сериала — в старости Инди носит повязку.
В 1999 году Лукас изъял сцены-вступления и завершения с участием Джорджа Холла со всех VHS и DVD-изданий сериала. Эпизоды были перемонтированы в 22 полнометражных фильма, которые выходили в хронологическом порядке. Кроме того, телепроект сменил своё название на «Приключения молодого Индианы Джонса» (англ. The Adventures Of Young Indiana Jones).

## Образ персонажа

### Прототипы
Есть лишь один Индиана Джонс. Это Джеймсов Бондов может быть сколько угодно, потому что актёры либо начинают стареть, либо начинают просить больше денег. Но я не такой, чтобы стареть.
Индиана Джонс является собирательным образом главных героев приключенческих киносериалов 30-х и 40-х гг. XX в. (например «Сказок Золотой обезьяны») и pulp-журналов, которые его создатель, Джордж Лукас, смотрел и читал в детстве.
В 1973 году Лукас написал четыре небольших черновых сценария под общим названием «Приключения Индианы Смита». Вместе с Филипом Кауфманом, который изначально должен был стать режиссёром первого фильма, они разработали концепцию и персонажей, а также приняли решение строить сюжет вокруг поисков Ковчега завета. Однако проект в итоге был приостановлен из-за занятости обоих режиссёров на своих сторонних проектах.
Впоследствии Лукас вновь задумался о фильме летом 1977 года на Гавайях вместе со своим другом Стивеном Спилбергом, где оба отдыхали после съёмок своих новых, на тот момент, фильмов (Лукас от первых «Звёздных войн», а Спилберг от «Близких контактов третьей степени»). В одной из бесед Спилберг сказал, что хотел бы снять фильм о Джеймсе Бонде, но Лукас воспротивился этой идее, заявив, что у него «есть персонаж получше». Создатели фильма никогда прямо не указывали на возможные исторические прототипы героя (он и не имеет его единого), однако к их числу можно причислить:
- немецкого археолога и писателя, штурмфюрер СС Отто Рана[18]. Хотя Спилберг и Лукас нигде прямо об этом не упоминают, сюжет фильма «Индиана Джонс: В поисках утраченного ковчега» повторяет изыскания и моменты жизни Рана в его поисках Святого Грааля. Только в фильме офицер СС немец Отто Ран становится американцем Индианой Джонсом.
- американского палеонтолога Роя Чемпена Эндрюса, чья деятельность проходила в 20-х и 30-х годах XX века во Внутренней Монголии и Монгольской Народной Республике. По заданию канала Britain’s Channel Four Ричард Стэнли (Richard Stanley) должен был снять фильм о реальных событиях, на которых основана лента «Искатели утраченного ковчега» о поиске отделом СС ковчега. В результате изучения материалов был снят фильм The Secret Glory (2001) о жизни Отто Рана и поиске им Чаши Грааля.
- американского археолога и политика Хайрама Бингема, прославившегося открытием «затерянного города инков» Мачу-Пикчу. Бингхам преподавал историю и политологию в Принстонском университете, а в 1907 году стал преподавать историю в Йельском университете (штат Коннектикут). Позднее он получил там должность профессора. Персонаж Индиана Джонс также был авторитетным специалистом по истории Южной Америки и работал преподавателем в Колледже Маршалл (Marshall College), причём также в штате Коннектикут.
- британского полковника Перси Харрисона Фосетта, рассказами которого вдохновлялся Артур Конан Дойль при написании романа «Затерянный мир». Фосетт участвовал в семи исследовательских экспедициях в Южную Америку, бесследно исчез вместе со своим сыном в джунглях Амазонки в 1925 году при поисках утраченного города в нескольких днях пути от Салвадора.
- Вендиля Джонса (Vendyl Jones), который был археологом, изучал Ковчег Завета и носил такую же шляпу.
- археолога Фредерика Альберта Митчелла Хеджеса, который в апреле 1927 года при раскопках в городе Лубаантун якобы обнаружил хрустальный «Череп из Лубаантуна».

Первоначальный вариант имени персонажа был Индиана Смит, но Спилберг его забраковал, и Лукас предложил другой вариант — Индиана Джонс. Идею для имени персонажа дала собака — Индианой звали аляскинского маламута, который жил у Лукаса в те годы (этот же пёс стал прообразом Чубакки из «Звёздных войн»). Этот факт обыгран в фильме: в начале третьего фильма молодой Индиана Джонс так подзывает свою собаку; в конце профессор Джонс-старший рассказывает своему коллеге Саллаху, что он называет сына «младшим» из-за того, что «Индиана» — это собачья кличка. В четвёртом фильме также присутствует эта тема — доктору Джонсу сообщают, что его назвали в честь собаки.
Самое раннее упоминание имени Индиана Джонс в литературе относится к 1900 году. «Индиана Джонс: В море» — произведение итальянского писателя Эмилио Сальгари, которого называют итальянским Жюлем Верном.

### Характерные отличительные черты
Главными отличительными чертами Джонса-младшего являются его шляпа, кнут и патологическая боязнь змей. В экспедициях обычно носит кожаную куртку, прообразом которой послужили куртки лётчиков периода после Первой мировой войны, и пистолет (обычно револьвер).
Помимо этого в фильмах «Индиана Джонс: В поисках утраченного ковчега» и «Индиана Джонс и последний крестовый поход», а также в некоторых сериях «Хроник молодого Индианы Джонса» фигурирует кожаный блокнот Молескин, причём в фильме про поиски Грааля им пользуется не только сам Индиана, но и его отец.

## Маршруты путешествий Индианы Джонса
- 1935 год (Индиана Джонс и храм судьбы): Шанхай — Чунцин — Индия.
- 1936 год (Индиана Джонс: В поисках утраченного ковчега): Сан-Франциско — Гавайские острова — Непал — Карачи — Багдад — Каир — архипелаг Додеканес — Вашингтон (округ Колумбия)
- 1938 год (Индиана Джонс и последний крестовый поход): Нью-Йорк — Сент-Джонс (Ньюфаундленд и Лабрадор) — Азорские острова — Лиссабон — Венеция — Зальцбург — Берлин — Александретта.
- 1957 год (Индиана Джонс и Королевство хрустального черепа): Нью-Йорк — Гавана — Мехико — Куско — Икитос — Ла-Арамака — Акатор — Нью-Йорк
- 1969 год (Индиана Джонс и Колесо судьбы): Танжер — Греция (Эгейское море) — Сицилия

## Хронология эпизодов сериала и фильмов
| Год         | Название на русском                                                         | Название на английском                             | Места приключений                           | Принадлежность |
| ----------- | --------------------------------------------------------------------------- | -------------------------------------------------- | ------------------------------------------- | -------------- |
| 212 до н.э. | Индиана Джонс и Колесо судьбы (кульминация фильма после трещины во времени) | Indiana Jones and the Dial of Destiny              | Сиракузы                                    | Серия фильмов  |
| 1899        | Моё первое приключение (пролог)                                             | My First Adventure                                 |                                             | Сериал         |
| 1902        | Моё первое приключение (пролог)                                             | My First Adventure                                 |                                             | Сериал         |
| 1908        | Моё первое приключение (пролог и основная часть)                            | My First Adventure                                 | Египет и Танжер                             | Сериал         |
| 1908        | Страсть к жизни                                                             | Passion for Life                                   | Британская Восточная Африка и Париж         | Сериал         |
| 1908        | Проделки Купидона                                                           | The Perils of Cupid                                | Вена и Флоренция                            | Сериал         |
| 1909        | Путь света (флэшбек с Кришнамурти)                                          | Journey of Radiance                                |                                             | Сериал         |
| 1910        | Путешествие с отцом                                                         | Travels with Father                                | Россия и Греция                             | Сериал         |
| 1910        | Путь света (основная часть)                                                 | Journey of Radiance                                | Бенарес и Пекин                             | Сериал         |
| 1912        | Индиана Джонс и последний крестовый поход (пролог)                          | Indiana Jones and The Last Crusade                 | Юта                                         | Серия фильмов  |
| 1916        | Весенние каникулы                                                           | Spring Break Adventure                             | Принстон и Мексика                          | Сериал         |
| 1916        | Сладкая песнь любви                                                         | Love’s Sweet Song                                  | Ирландия и Лондон                           | Сериал         |
| 1916        | Траншеи, ведущие в ад                                                       | Trenches of Hell                                   | Сомма и Германия                            | Сериал         |
| 1916        | Демоны обмана (основная часть)                                              | Demons of Deception                                | Верден и Париж                              | Сериал         |
| 1916        | Поезд — призрак                                                             | Phantom Train of Doom                              | Германская Восточная Африка                 | Сериал         |
| 1916        | Оганга — дaрующий и отбирaющий жизнь                                        | Oganga, the Giver and Taker of Life                | Германская Восточная Африка                 | Сериал         |
| 1917        | Оганга — дaрующий и отбирaющий жизнь                                        | Oganga, the Giver and Taker of Life                | Бельгийское Конго                           | Сериал         |
| 1917        | Атака истребителей                                                          | Attack of the Hawkmen                              | Австрия и Германия                          | Сериал         |
| 1917        | На секретной службе                                                         | Adventures in the Secret Service                   | Австрия и Петроград                         | Сериал         |
| 1917        | Шпионские игры                                                              | Espionage Escapades                                | Барселона и Прага                           | Сериал         |
| 1917        | Война в пустыне                                                             | Daredevils of the Desert                           | Палестина                                   | Сериал         |
| 1917        | Демоны обмана (флэшфорварды с Матой Хари)                                   | Demons of Deception                                |                                             | Сериал         |
| 1917        | Повесть о невинности                                                        | Tales of Innocence                                 | Северная Италия и Марокко                   | Сериал         |
| 1918        | Маски зла                                                                   | Masks of Evil                                      | Стамбул и Трансильвания                     | Сериал         |
| 1918        | Сокровище павлиньего глаза                                                  | Treasure of the Peacock’s Eye                      | Лондон и Александрия                        | Сериал         |
| 1919        | Сокровище павлиньего глаза                                                  | Treasure of the Peacock’s Eye                      | Ява и острова Тробриан                      | Сериал         |
| 1919        | Ветер перемен                                                               | Winds of Change                                    | Париж и Принстон                            | Сериал         |
| 1920        | Тaйнa блюза (основная часть)                                                | Mystery of the Blues                               | Чикаго                                      | Сериал         |
| 1920        | Скандал 1920-го                                                             | Scandal of 1920                                    | Нью-Йорк                                    | Сериал         |
| 1920        | Голливудские капризы                                                        | Hollywood Follies                                  | Голливуд                                    | Сериал         |
| 1935        | Индиана Джонс и храм судьбы                                                 | Indiana Jones and the Temple of Doom               | Шанхай и Индия                              | Серия фильмов  |
| 1936        | Индиана Джонс: В поисках утраченного ковчега                                | Raiders of the Lost Ark                            | Южная Америка, Непал и Каир                 | Серия фильмов  |
| 1938        | Индиана Джонс и последний крестовый поход (основная часть)                  | Indiana Jones and The Last Crusade                 | Португалия, Венеция, Зальцбург и Искендерун | Серия фильмов  |
| 1944        | Индиана Джонс и Колесо судьбы (пролог)                                      | Indiana Jones and the Dial of Destiny              | Нацистская Германия и Альпы                 | Серия фильмов  |
| 1950        | Тaйнa блюза (пролог и эпилог)                                               | Mystery of the Blues                               | Вайоминг                                    | Сериал         |
| 1951        | Индиана Джонс и Колесо судьбы (флэшбек с маленькой Хеленой)                 | Indiana Jones and the Dial of Destiny              |                                             | Серия фильмов  |
| 1957        | Индиана Джонс и Королевство хрустального черепа                             | Indiana Jones and the Kingdom of the Crystal Skull | Невада, Бедфорд, Наска, Бразилия и Акатор   | Серия фильмов  |
| 1969        | Индиана Джонс и Колесо судьбы (основная часть)                              | Indiana Jones and the Dial of Destiny              | Танжер и Сицилия                            | Серия фильмов  |

#### Актёры, игравшие Индиану Джонса, по годам событий
| Год(ы)    | Возраст | Актёр              | Снимался в |
| --------- | ------- | ------------------ | --- |
| 1899      | 0       | Нил Боуэн          | Приключения молодого Индианы Джонса: Моё первое приключение |
| 1902      | 3       | Буталат            | Приключения молодого Индианы Джонса: Моё первое приключение |
| 1908-1910 | 8-10    | Кори Кэрриэр       | Приключения молодого Индианы Джонса (1-5 серии) |
| 1912      | 13      | Ривер Феникс       | Индиана Джонс и последний крестовый поход |
| 1916-1920 | 16-21   | Шон Патрик Флэнери | Приключения молодого Индианы Джонса (6-22 серии) |
| 1935-1969 | 36-70   | Харрисон Форд      | - Индиана Джонс и храм судьбы - Индиана Джонс: В поисках утраченного ковчега - Индиана Джонс и последний крестовый поход - Приключения молодого Индианы Джонса: Тайна блюза - Индиана Джонс и Королевство хрустального черепа - Индиана Джонс и Колесо судьбы |
| 1992-1993 | 93-94   | Джордж Холл        | Хроники молодого Индианы Джонса (25 эпизодов) |

## Компьютерные игры
Герой появился в нескольких официальных компьютерных играх, включая игры Lego.
Одной из первых видеоигр, созданных по мотивам трилогии, была игра «Raiders of the Lost Ark» компании Atari, выпущенная в 1982 году. Эта игра считается первой видеоигрой, выпущенной по лицензии.
В свет также вышли адаптации фильмов «Temple Of Doom», две версии «Last Crusade» (квест и приключения), а также игры «Indiana Jones' Greatest Adventures» по мотивам трилогии.
Затем студией Lucasfilm были разработаны игры с собственным сюжетом: «Indiana Jones In The Lost Kingdom», «Indiana Jones and the Fate of Atlantis», «Indiana Jones & The Infernal Machine», «Indiana Jones & The Emperor's Tomb» и «Indiana Jones and the Staff of Kings». По сюжету «Emperor’s Tomb» Инди ищет останки Нухачи для Ву Хана, с которым вновь сталкивается в прологе «Храма судьбы». В первых двух играх роль Инди озвучил Даг Ли, Дэвид Эш сыграл Инди в «Emperor’s Tomb», а Джон Армстронг — в «Staff Of Kings».
«Infernal Machine» стала первой 3D-игрой франшизы в жанре платформер не для 8-битной приставки. Небольшая игра под названием «Indiana Jones and His Desktop Adventures» была выпущена всё той же студией «Lucas Arts», а по мотивам сериала также вышли «Young Indiana Jones & The Instruments Of Chaos» и «The Young Indiana Jones Chronicles».
Две Lego-игры вышли в 2008 и 2009 годах — «Lego Indiana Jones: The Original Adventures» и «Lego Indiana Jones 2: The Adventure Continues» соответственно. Сиквел пересказывает события классической трилогии, а также рассказывает о приключениях в «Королевстве хрустального черепа». Инди появился как бонус-персонаж в играх «Mercenaries: Playground of Destruction» и «Lego Star Wars: The Complete Saga». В 2011 году для социальной сети Facebook компанией «Zynga» была выпущена игра «The Adventure World».
В игре World of Warcraft есть персонаж Харрисон Джонс, прототипами которого и послужили Индиана Джонс и Харрисон Форд. Игра даже содержит цепочку квестов, являющихся отсылкой к фильму «Индиана Джонс: В поисках утраченного ковчега». Помимо главного действующего лица, в игре присутствуют и другие персонажи, похожие на героев фильма и даже повторяющие их поступки.
Индиана Джонс появился в Fortnite: Battle Royale в составе боевого пропуска 3 сезона 3 главы, вышедшего 5 июня 2022 года.
12 января 2021 года издательство Bethesda Softworks анонсировало в посте в Twitter новую игру про Индиану Джонса. За разработку игры отвечала студия MachineGames в сотрудничестве с Lucasfilm Games. 18 января 2024 года игра получила название Indiana Jones and the Great Circle. Её выпуск состоялся 9 декабря 2024 года на платформах Windows и Xbox Series X/S и 17 апреля 2025 года на PlayStation 5. Роль Индианы Джонса исполнил Трой Бейкер, который озвучил и выступил в качестве motion-capture актёра. Исполнительным продюсером является Тодд Говардд.

## Комиксы
- «Индиана Джонс и Судьба Атлантиды» (сюжет комикса тесно перекликается с сюжетом игры);
- «Индиана Джонс и Гром на Востоке»;
- «Индиана Джонс и Железный Феникс».

## Книги
- «Индиана Джонс и Дельфийский оракул»
- «Индиана Джонс и Хоровод великанов»
- «Индиана Джонс и Семь вуалей»
- «Индиана Джонс и Великий потоп»
- «Индиана Джонс и Заклятие единорога»
- «Индиана Джонс и Нижний мир»
- «Индиана Джонс и Храм Судьбы»
- «Молодой Индиана Джонс и потайной город»
- «Молодой Индиана Джонс и Круг смерти»
- «Молодой Индиана Джонс и Всадники-призраки»
- «Молодой Индиана Джонс. Самые опасные приключения»
- «Молодой Индиана Джонс и Проклятие рубинового креста»
- «Молодой Индиана Джонс и Тайна гибели Титаника»
- «Молодой Индиана Джонс и Проклятие фараона Тутанхамона»
- «Молодой Индиана Джонс и Царская беглянка»
- «Молодой Индиана Джонс и Цыганская месть»
- «Доктор Джонс против Третьего Рейха»
- «Индиана Джонс и Последний крестовый поход»
- «Индиана Джонс и Королевство хрустального черепа»

## Аттракционы
После удачной постановки шоу Indiana Jones Epic Stunt Spectacular с участием главной роли персонажа Индианы Джонса в Дисней Уорлде в парке Hollywood Studios-MGM (1989), The Walt Disney Company было решено построить тематические аттракционы в парках развлечений в калифорнийском (открылся в первом классическом парке Диснейленд в 1995 году) и токийском (открылся во втором парке Tokyo DisneySea в 2001 году) Диснейлендах — «Temple Of The Forbidden Eye» и «Temple Of The Crystal Skull» соответственно. Также они есть и в парижском Диснейленде («Indiana Jones et le Temple du Péril») но в виде американских горок. Также планируется открыть ещё один крытый тематический аттракцион, как в США и Японии, однако где именно — в Дисней Уорлд или парижском Диснейленде, — официально не сообщается.